# Olimpo (cortesão)
Olimpo (em latim: Olympus) foi um oficial romano do século IV, ativo durante o reinado do imperador Constâncio II (r. 337–361). Era irmão de Jovino. Segundo o sofista Libânio, reteve posição influente na corte em 357 e ele e seu irmão foram destinatários de suas epístolas 554 e 577. Talvez pode ser identificado com o homônimo que serviu no tribunal que julgou Fotino em Sírmio em 351.